# Hugo E. Pipping
Hugo Edvard Pipping, född 12 juni 1895 i Helsingfors, död 13 april 1975 i Helsingfors, var en finlandssvensk nationalekonom. Han var gift med Ella Geologica Pipping född Tammelander (1897–1988). Paret fick tre barn.

## Biografi
Pipping var yngste sonen till professorn i nordisk filologi, Hugo Pipping, och hans maka Anna Westermarck, syster till socialantropologen Edvard Westermarck. Han tog studentexamen vid Svenska normallyceum 1913 och en fil.kand-examen fyra år senare. Därefter arbetade han flera år dels vid universitetsbiblioteket, dels vid Vetenskapliga samfundens bibliotek.
Vid sidan av sin bibliotekstjänst skrev Pipping en doktorsavhandling i nationalekonom om myntreformen 1865. Han disputerade och tog sin doktorsgrad 1928 varefter han lämnade sitt arbete inom biblioteksvärlden. Han började instället en tjänst som lärare i nationalekonomi och statistik vid Svenska handelshögskolan och avancerade till professor vid högskolan 1934. Samma år fick han en docentur i nationalekonomi vid Helsingfors universitet. Under åren 1939-41 var han också prorektor vid Svenska handelshögskolan.
Efter andra världskriget 1945 började en ny statsvetenskaplig fakultet sin verksamhet vid universitetet där Pippings professur ingick. År 1948 övergick han som dekanus till en ny svenskspråkig professur, vilket tydligt präglade honom som en företrädare för de svenskspråkiga intressena och 1946 valdes han till inspektor för Nylands nation. Tillsammantaget ledde detta honom 1950 till tjänsten som andre prorektor med ansvar för den svenskspråkiga sektorn vid universitetet, vilken han uppehöll till sin pensionering 1958.
Efter pensioneringen tillfrågades han och accepterade ämbetet som kansler vid Åbo Akademi där han verkade fram till 1968.
Pipping var också politiskt intresserad och satt under en kort tid i stadsfullmäktige i Helsingfors och var på 1930-talet ordförande i stadsbibliotekets styrelse. Hans mest betydelsefulla uppdrag var dock ett 15-årigt ledamotskap i Svenska folkpartiets centralstyrelse fram till 1944.  Han satt även långa tider i direktionen för Helsingfors sparbank, Nordiska föreningsbanken och Oy Kaukas AB samt i styrelsen för Sigrid Jusélius stiftelse.

## Författarskap
- Myntreformen år 1865 (1928),
- Jean Cronstedt 1832 11/11 1932 (1932),
- Behov och levnadsstandard (1935),
- Finlands näringsliv (1936; 2 uppl. 1946),
- Landsbygdens sociala problem i Finland kring mitten av 1800-talet (1940),
- Produktionspolitiska perspektiv för Finland (1942),
- Ekonomiska samfundet i Finland 1894−1944 (1944),
- Standard of Living. The Concept and its Place in Economics (1953),
- Finlands näringsliv efter andra världskriget(1954),
- Från pappersrubel till guldmark. Finlands bank 1811−1877 (1961),
- Bankliv genom hundra år. Förenings-banken i Finland 1862−1919 (1962),
- Finlands näringsliv (tills. med R. Bärlund, 1965),
- I guldmyntfotens hägn. Finlands Bank 1878−1914 (1969).